# Rio Comaile
O Rio Comaile ou Komalie é um rio eritreu que tem sua origem entre as cidades de Adi Keyh e Senafe. Ele estabelece seus fluxos do Escarpo Oriental da Eritreia até a pequena cidade de Foro, próxima à costa do Mar Vermelho. Neste ponto, mescla com dois outros rios, o Rio Aligide e o Rio Haddas. Logo após, este continua até desaguar no Mar Vermelho.